# Аденкур
Аденкур (фр. Adaincourt) — коммуна на северо-востоке Франции в регионе Гранд-Эст (бывший Эльзас — Шампань — Арденны — Лотарингия), департамент Мозель, округ Форбак — Буле-Мозель, кантон Фолькемон.

## Географическое положение
Аденкур расположен в 23 км к северо-востоку от Меца. Граничит с коммунами: Шанвиль на севере, Мани на востоке, Сент-Эвр на юге, Флокур и Беши на юго-западе, Ремийи и Ансервиль на северо-западе.
Площадь коммуны — 3,42 км², население — 108 человек (2006) с тенденцией к росту: 116 человек (2013), плотность населения — 33,9 чел/км². Ранее входила в состав Лотарингии.

## История
- Бывшая коммуна тройного епископата.
- Епископальный феод шателена Ремийи.
- Ранее входила в состав Лотарингии.

## Население
Численность населения коммуны в 2008 году составляла 117 человек, в 2012 году — 117 человек, а в 2013-м — 116 человек.
| 1962 | 1968 | 1975 | 1982 | 1990 | 1999 | 2006 | 2008 | 2012 | 2013 |
| ---- | ---- | ---- | ---- | ---- | ---- | ---- | ---- | ---- | ---- |
| 78   | 74   | 88   | 84   | 98   | 107  | 108  | 117  | 117  | 116  |

Динамика населения:

## Экономика
В 2010 году из 77 человек трудоспособного возраста (от 15 до 64 лет) 60 были экономически активными, 17 — неактивными (показатель активности 77,9 %, в 1999 году — 69,7 %). Из 60 активных трудоспособных жителей работали 54 человека (33 мужчины и 21 женщина), 6 числились безработными (двое мужчин и четыре женщины). Среди 17 трудоспособных неактивных граждан 3 были учениками либо студентами, 8 — пенсионерами, а ещё 6 — были неактивны в силу других причин.

## Достопримечательности
- Часовня Нотр-Дам-де-Питье, посвящённая роду Бартелеми-Мозен, 1823 года.